# Geiersdorf (Gemeinde Burgschleinitz-Kühnring)
Geiersdorf ist eine unbewohnte Katastralgemeinde der Gemeinde Burgschleinitz-Kühnring im Bezirk Horn in Niederösterreich.

## Geografie
Die Katastralgemeinde schließt nordwestlich an Reinprechtspölla an und durch den Geiersdorfer Wald sowie den Geiersdorfer Bach umrissen. Die westlichen Fluren von Reinprechtspölla tragen ebenso den Namen Geierdorf.

## Geschichte
Im Franziszeischen Kataster von 1822 ist Geiersdorf verzeichnet und mit einer oed gefallenen Stelle vermerkt. Laut Adressbuch von Österreich waren im Jahr 1938 in Geiersdorf, das als Weiler geführt wird, keine Gewerbetreibenden ansässig. Bis zur Konstituierung der Gemeinde Burgschleinitz-Kühnring war der Ort ein Teil der damaligen Gemeinde Harmannsdorf.

## Bodennutzung
Die Katastralgemeinde ist landwirtschaftlich geprägt. 16 Hektar wurden zum Jahreswechsel 1979/1980 landwirtschaftlich genutzt und 123 Hektar waren forstwirtschaftlich geführte Waldflächen. 1999/2000 wurde auf 10 Hektar Landwirtschaft betrieben und 135 Hektar waren als forstwirtschaftlich genutzte Flächen ausgewiesen. Ende 2018 waren 9 Hektar als landwirtschaftliche Flächen genutzt und Forstwirtschaft wurde auf 137 Hektar betrieben. Die durchschnittliche Bodenklimazahl von Geiersdorf beträgt 31,3 (Stand 2010).